# IPO4
IPO4‏ (Importin 4) هوَ بروتين يُشَفر بواسطة جين IPO4 في الإنسان.